# Mošovce
Mošovce (1380 invånare) är en viktig by i region Turiec i norra Slovakien med många historiska minnesmärken, och födelseort av en stor Slovakisk diktare, Ján Kollár.

## Historia
De många bevarade historiska byggnaderna vittnar om dess 770 år långa existens. Staden nämndes för första gången i ett dokument från kung Andrew II. Från början bestod Mošovce av två bosättningar: den första, Machyuch, var belägen i det område där Starý Rad idag ligger, och den andra, Terra Moys, som gav staden dess nuvarande namn, var belägen p platsen där Vidrmoch idag finns. Namnet på den andra bosättningen betyder Mojšlandet, och antyder att hela staden en gång tillhörde en viss herr Mojš, vars namn kan ha varit en förkortning av det sammansatta slaviska namnet Mojtech, i likhet med namnen Vojtech eller Mojmír. Stadens namn har genomgått många förändringar under historiens gång, och har kallats allt ifrån Mossovych, Mosocz, Mossowecz, villa regia Mayos alio nomine Mossovych, oppidioum Mayus sue Mosocz, Mosocz olim Mayus till det nuvarande Mošovce. Namnet på den tidigare bosättningen Chornukov, som är en separat forntida del av Mošovce, har bevarats i den moderna formen Čerňakov.
Mošovce utvecklades först som en kunglig bosättning, och i mitten av 1300-talet fick staden sina stadsrättigheter och lydde under det kungliga slottet i Blatnica. År 1527 kom den i Révayfamiljens ägo, vilket gjorde att Mošovce förlorade sina stadsrättigheter under nästan 400 år.
Förr i tiden var Mošovce ett viktigt hantverkscenter i Turiecregionen. Hantverket upplevde en överraskande expansion, och det fanns ungefär 15 skrån representerade i staden. Av dessa skrån överlevde skomakarna och körsnärerna längst. Dagens Mošovce kan karakteriseras som ett viktigt turistområde med många sevärdheter. 

## Sevärdheter
Ett av de mest iögonfallande monument är en herrgård i rokokostil från den andra hälften av 1700-talet med en stor engelsk park. Andra sevärda platser i staden inkluderar: Ján Kollárs födelseplats, nygotisk katolsk kyrka med ett värdefullt altare, som är byggt på en plats där det tidigare funnits luthersk kyrka byggd 1784 som tidigare var ett mausoleum, men som nu inhyser hantverksmuseet, samt ett växthus i art nouveaustil från år 1800.

## Natur
Området kring Mošovce är verkligen unikt. En blandning av historiska avenyer och skogsdungar skapar ett estetiskt tilltalande och imponerande landskap, som fungerar som en förlängning av skogsområdet vid Veľká Fatrabergen. Denna bergskedja tillhör de vackraste i Slovakien. Kalksten och dolomit med fantastiska former och den vackra naturen i de närbelägna Blatnickádalen och Gaderskádalen lockar människor från hela världen.

## Kultur och traditioner
Många viktiga personer kommer från Mošovce. De största är kompositören Frico Kafenda (1883-1963); författaren Anna Lacková-Zora (1899-1988); litteraturkritikern, historikern och poeten Štefan Krčméry (1892-1955); pjäsförfattaren Júr Tesák Mošovský samt Miloslav Schmidt, som grundade den frivilliga brandkåren i Slovakien.
Den viktigaste personen som blivit född i Mošovce är dock förmodligen den store slaviske poeten, filosofen och lutherske prästen Ján Kollár (1793-1852), som inflyttade litteraturen i åtminstone två länder med hans poetiska verk Slávy Dcera. Hans verk anses vara grunden till och motivet för samtida patrioter och nationella aktivister. Det har översatts till flera slaviska såväl som icke-slaviska språk.
Daniel Krman (präst och författare) bodde och arbetade, och Michal Miloslav Hodža (författare) studerade i byn.

## Galleri

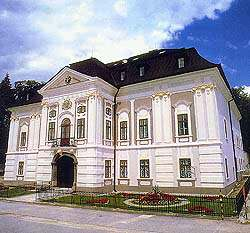
Rokokoherrgård i Mošovce
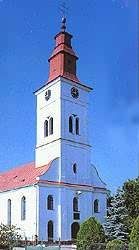
Evangelisk-luthersk kyrka i Mošovce
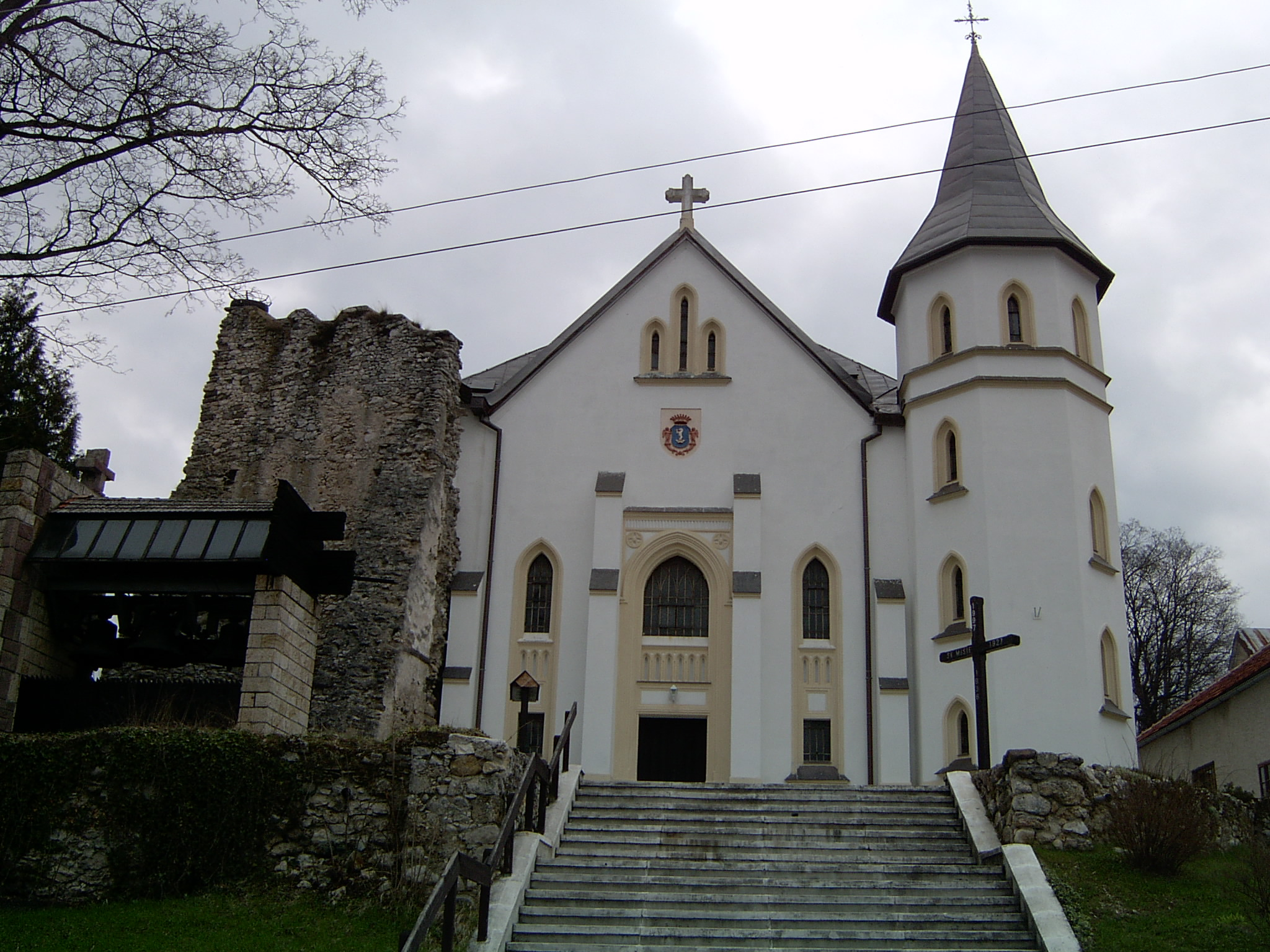
Romersk-katolsk kyrka i Mošovce
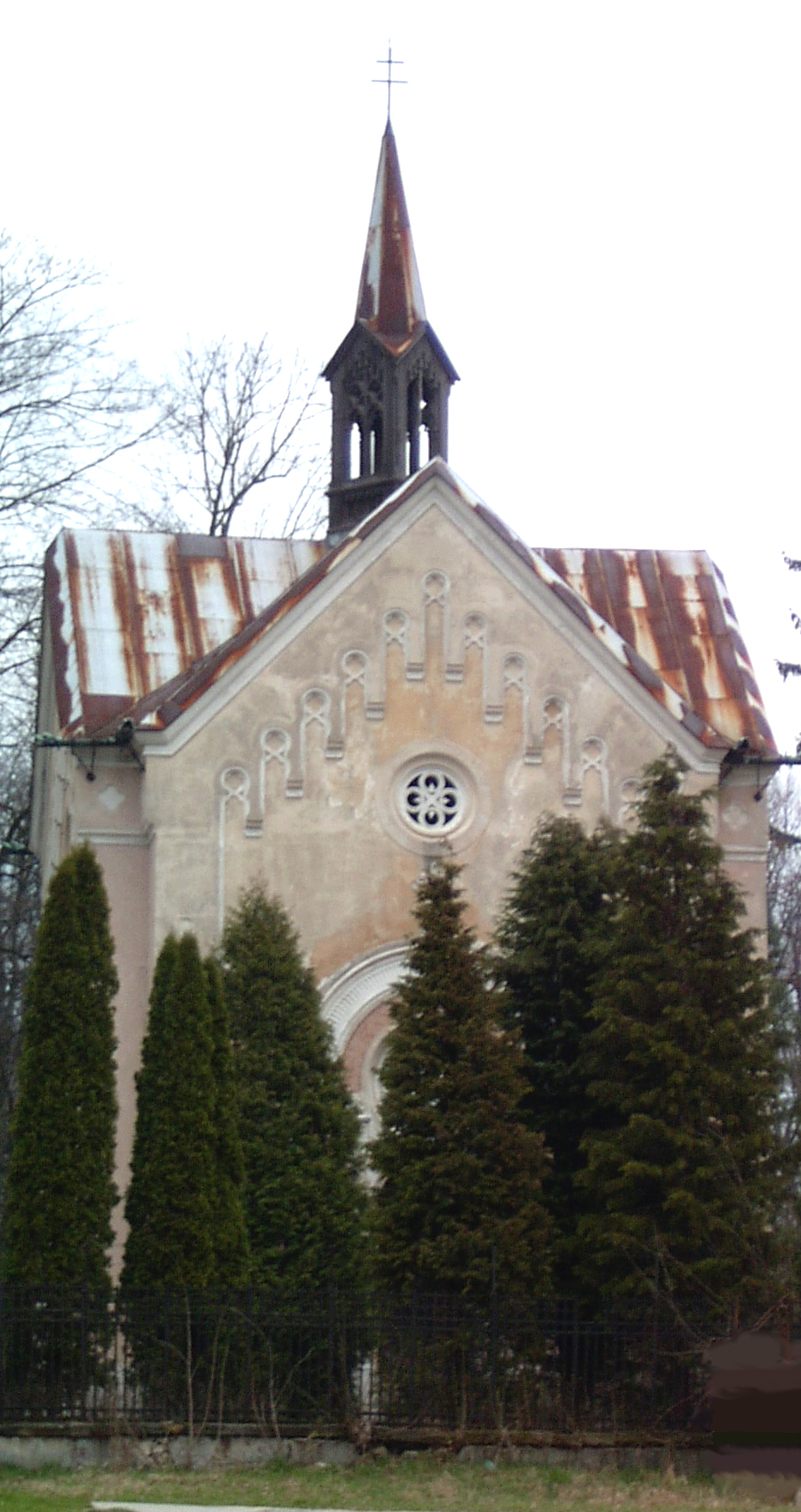
Nygotiskt kapell, senare mausoleum, numera museum i Mošovce
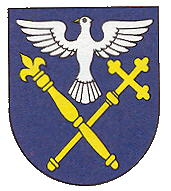
Mošovces stadsvapen
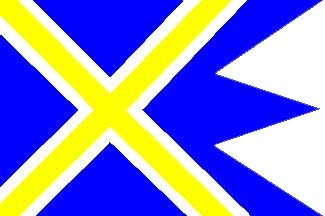
Mošovces flagga
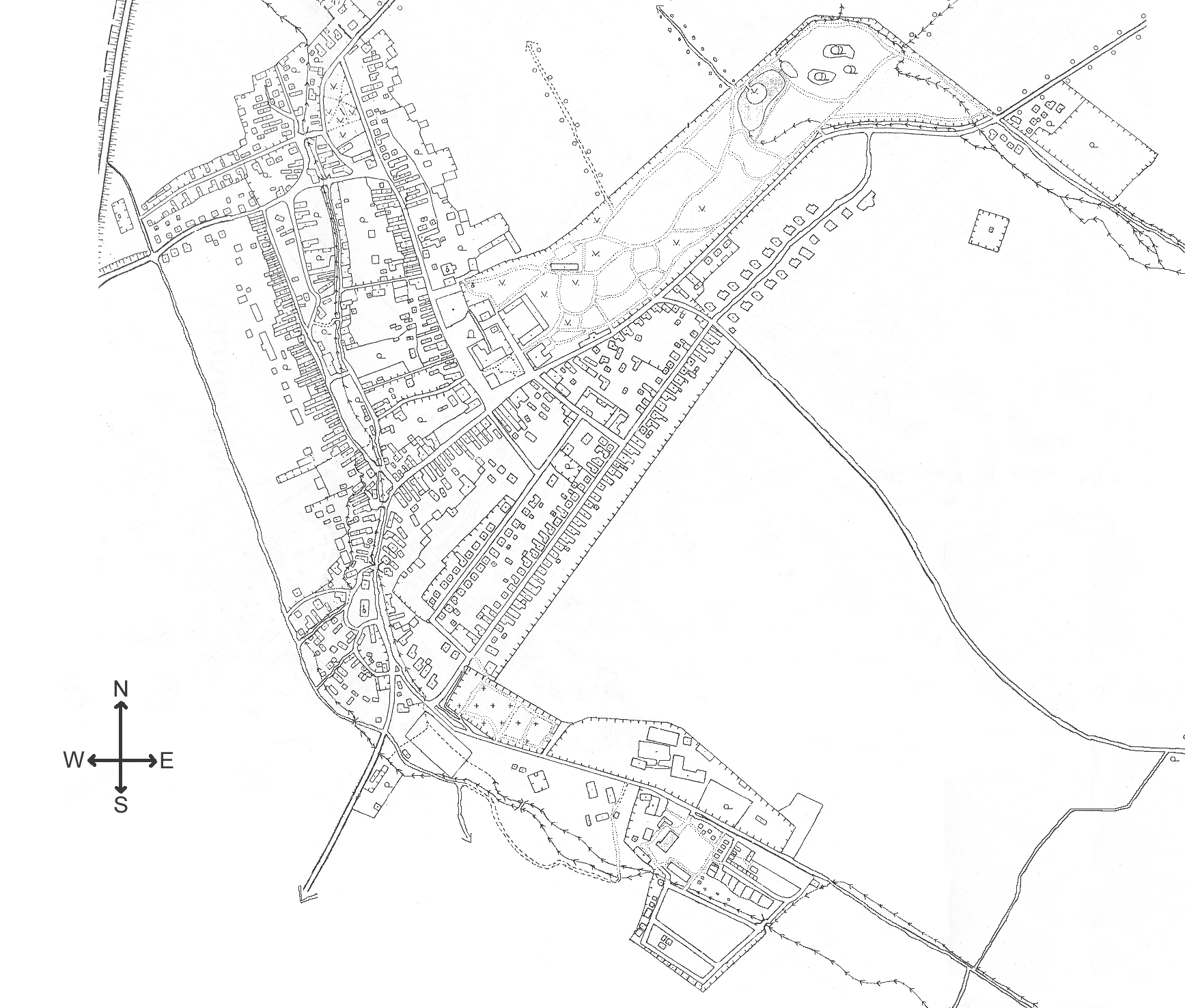
Mošovce

- Wikimedia Commons har media som rör Mošovce.